# Pavelló Municipal de Mealhada
El Pavelló Municipal de Mealhada (en portuguès, Pavilhão Municipal de Mealhada) és l'estadi poliesportiu de la ciutat portuguesa de Mealhada. Disposa de quatre vestidors pels equips, dos pels àrbitres i una pista d'escalfament. El maig de 2008 s'hi celebrà part de la segona edició de la Copa d'Europa d'hoquei patins femenina.